# Теорема Татта о паросочетаниях
Теорема Татта о паросочетаниях — теоретико-графовое утверждение, дающее необходимое и достаточное условие на существование совершенного паросочетания в графе; обобщает теорему о свадьбах для двудольных графов и является частным случаем формулы Татта — Бержа.
Утверждение теоремы: граф {\displaystyle G=(V,E)} имеет совершенное паросочетание тогда и только тогда, когда для каждого подмножества вершин {\displaystyle U\subseteq V} подграф, индуцированный {\displaystyle V\setminus U}, имеет не более {\displaystyle |U|} связных компонент с нечётным числом вершин.
Установлена Уильямом Таттом.